# 石田一貴
石田 一貴（いしだ かずき、1996年1月14日 - ）は、ラグビーユニオンの選手。ジャパンラグビーリーグワンの東京サントリーサンゴリアスに所属している。

## 略歴
熊本ラグビースクールでラグビーを始めた。
2014年、九州学院高校卒業後、日本体育大学に入学。
2017年、日本体育大学ラグビー部の主将に就任した。
2018年、日本体育大学卒業後、清水建設ブルーシャークス(現・清水建設江東ブルーシャークス)に加入。同年9月8日に行われたトップイーストリーグDiv.1第1節船岡自衛隊ワイルドボアーズ戦に先発出場で公式戦初出場を果たした。
2019年、世界選抜に選ばれた。
2020年、三菱重工相模原ダイナボアーズに加入。2025年5月、退団。
2025年7月1日、東京サントリーサンゴリアスに加入した。